# 中井孝治
中井 孝治（なかい たかはる、1984年3月10日 - ）は、北海道倶知安町出身の男性スノーボード選手で、解説者。

## 来歴
小学6年生からスノーボードを始める。青森山田高等学校2年時にプロ資格を取得してプロに転向、同3年時に17歳でオリンピック代表となった。青森大学卒業。
2002年ソルトレークシティオリンピック、2006年トリノオリンピックのスノーボードハーフパイプ日本代表。ソルトレークシティでは5位に入賞した。
2010年に結婚。
2014年ソチオリンピックおよび2018年平昌オリンピックでは解説者を務めた。

## 主な成績
- 2002年ソルトレークシティオリンピックハーフパイプ5位入賞。
- 2003年12月13日、スノーボード・ワールドカップウィスラー大会ハーフパイプ優勝。
- 2006年トリノオリンピックハーフパイプ予選ラウンド敗退（14位）。